# Чезаре Батисти (1954)
Вижте пояснителната страница за други личности с името Чезаре Батисти.
Чезаре Батисти е италиански бивш терорист и писател, бивш член на организацията Въоръжени пролетарии за комунизъм. Той е роден на 18 декември 1954 г. в Сермонета, южна Италия. През 1993 в Италия е осъден на доживотен затвор за четири убийства извършени между 1978 et 1979. Арестуван е в Бразилия на 18 март 2007 г. след 3 години укриване от властите.
От 1968 г. влиза във връзка с организацията студентски протест.
Лежи в затвор за първи път за няколко седмици през 1971 г. за дребни престъпления.
През 1974 г. е задържан и осъден на шест години затвор за въоръжена кражба. През 1976 г. е освободен и отново разследван.
По това време минава в нелегалност и става член на групировката Въоръжени пролетарии за комунизъм (PAC). Организацията извършва въоръжени обири. PAC заявява, че е извършила и четири убийства: на Антонио Санторо, пазач в затвор (6 юни 19781 в Удине), на Пиерлуиджи Тореджиани (16 февруари 1979 в Милано), на Лино Сабадин привърженик на десните екстремисти (в същия ден) и на полицая Андреа Компаниа (19 април в Милано).
Арестуван е на 26 юни и осъден през 1981 г. за принадлежност към въоръжена банда.
На 4 октомври 1981 г. членове на PAC организират бягството му от затвора в Рим и Чезаре Батисти бяга в края на 1981 г. във Франция, а през 1982 г. в Мексико. Чезаре Батисти се връща във Франция след като през 1985 г. Франсоа Митеран, президент на Франция, се ангажира да не екстрадира бившите италиански терористи, отрекли се от насилието и непреследвани за убийства. Батисти започва да пише криминални романи.